# دوري السوبر السويسري 1997–98
دوري السوبر السويسري 1997–98 هو الموسم 100 من نظام الدوري السويسري لكرة القدم ‏. أشرف على تنظيمه دوري السوبر السويسري، وكان عدد الأندية المشاركة فيه 12، وفاز فيه نادي غراسهوبر زيوريخ.